# Șobolanii roșii
Șobolanii roșii (Red Rats) este un film românesc din 1991 scris și regizat Florin Codre. Este primul film românesc realizat din inițiativă particulară după 1989. Rolurile principale au fost interpretate de Lucian Nuță, Bogdan Vodă, Cezara Dafinescu și Șerban Ionescu.

## Povestea
Ștefan (Lucian Nuță) este șeful unei echipe de cascadori din care mai fac parte prietenii săi Sony (Bogdan Vodă) și Stavros (Șerban Ionescu).  Ștefan e nevoit să părăsească Institutul de Arte Plastice din cauza convingerilor sale politice. El se bate cu un securist care îl urmărea și este anchetat de procuratură. În timpul cutremurului din 1977, alături  de alți cascadori ajută la scoaterea victimelor dintre dărâmături, dar Stavros moare. Ștefan fuge din țară și revine în România după 1989. Are un șoc când află adevărul despre nomenclaturiștii și securiștii care îl anchetaseră.

## Distribuție
- Lucian Nuță ca Ștefan
- Bogdan Vodă ca Sony
- Șerban Ionescu ca Stavros
- Petre Nicolae ca Mafi
- Florin Zamfirescu ca Securistul
- Valentin Uritescu ca Generalul
- Ștefan Sileanu ca Primul secretar
- Dragoș Pâslaru ca Regizorul
- Valentin Teodosiu ca Procurorul
- Tora Vasilescu ca Mirandolina
- Ozana Oancea ca Ana
- Adela Marian ca Maria
- Cezara Dafinescu
- Marian Râlea
- Mihai Mălaimare
- Constantin Diplan
- Constantin Drăgănescu
- Cristian Iacob
- Ștefan Velniciuc
- Raluca Petra
- Maria Munteanu
- Dana Dembinschi
- Stelian Nistor
- Papil Panduru
- Paul Fister
- Mircea Jida

## Primire
Filmul a fost vizionat de 673.347 de spectatori în cinematografele din România, după cum atestă o situație a numărului de spectatori înregistrat de filmele românești de la data premierei și până la data de 31 decembrie 2014 alcătuită de Centrul Național al Cinematografiei.
Doinel Tronaru consideră că: „Oarecum neobservat la data premierei, filmul rămâne unul dintre puținele de după 1989 care au abordat perioada dictaturii lui Ceaușescu. Spre deosebire de regizori de profesie ca Lucian Pintilie, Stere Gulea, Șerban Marinescu, Radu Mihăileanu, Mircea Veroiu, Dan Pița (ultimii doi cu parabole, fără plasare temporală strictă), realizatorul (scenarist și regizor) Șobolanilor roșii, Florin Codre, este un artist plastic, un sculptor apreciat al anilor '80, care și-a propus să facă primul film din România finanțat în întregime din bani particulari. Sub figura unui cascador, care trece prin diverse întâmplări, mai comice sau mai amare, asistând la un moment dat și la orgiile din lumea "potentaților roșii” nu sunt greu de ghicit amintirile lui Florin Codre din acea perioadă, a anilor '80, atât de rar tratată astăzi ca și când n-ar fi existat.”

## Premii
- 1991 - ACIN - Premiile pentru muzică și rol secundar feminin (Tora Vasilescu). Premiul special de interpretare (Valentin Uritescu)